# Sanxiasaurus
Sanxiasaurus modaoxiensis
Genre
Espèce
Sanxiasaurus (signifiant « lézard de Sanxia », d'après les Trois Gorges, Sanxia en chinois, du fleuve Yangtsé) est un genre fossile de dinosaures Neornithischia de la formation Xintiangou du Jurassique moyen dans la municipalité de Chongqing en Chine. Le genre contient une seule espèce,  Sanxiasaurus modaoxiensis.

## Matériel
L'holotype est un squelette post-crânien partiel composé de « 55 os, dont deux vertèbres cervicales, onze vertèbres dorsales, quatre vertèbres sacrées, dix-huit vertèbres caudales, les deux humérus, les radius et les ulnas, une partie de l'ilium droit, une partie de l'ischium droit, les deux fémurs et les tibias, le péroné gauche, trois métatarses et quatre phalanges ».

## Classification
Dans une analyse phylogénétique, il s'est avéré être un Neornithischia basal, plus dérivé que Lesothosaurus et moins dérivé que Hexinlusaurus.